# Pikkelyes bíborbegy
A pikkelyes bíborbegy (Heliomaster squamosus)  a madarak osztályának sarlósfecske-alakúak (Apodiformes)  rendjébe és a kolibrifélék (Trochilidae) családjába tartozó faj.

## Rendszerezése
A fajt Coenraad Jacob Temminck holland zoológus írta le 1823-ban, a Trochilus nembe Trochilus squamosus néven.

## Előfordulása
Brazília keleti részén honos. A természetes élőhelye szubtrópusi és trópusi síkvidéki esőerdők és száraz szavannák, valamint erősen leromlott egykori erdők. Állandó, nem vonuló faj.

## Megjelenése
Testhossza 11,2–12,4 centiméter, testtömege 5–6,5 gramm. A hím feje csillogó zöld, torka ibolyaszínű. Sötétzöld melle közepét függőleges fehér csík díszíti. A tojó barnás színű.
|  |

## Életmódja
Magányosan keresgéli nektárból és rovarokból álló táplálékát.

## Szaporodása
Fészkét ágvégekre készíti, növényi anyagokból és pókhálóból. 

## Külső hivatkozások
- Képek az interneten a fajról
- Internet Bird Collection - videók a fajról
- Xeno-canto.org - a faj hangja